# Manil Suri

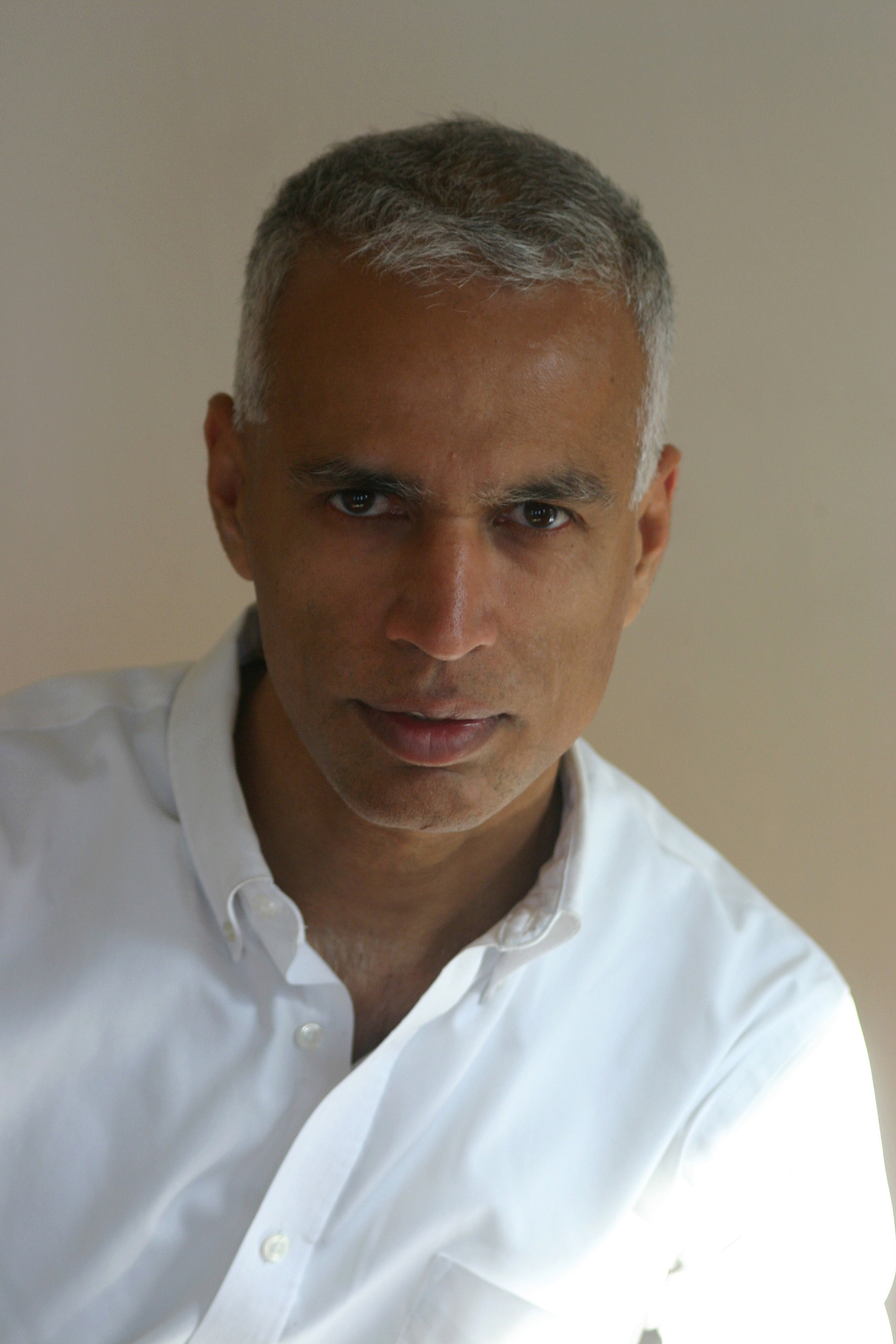
Manil Suri (2007)

Manil Suri (* Juli 1959 in Bombay, heute Mumbai) ist ein US-amerikanischer Schriftsteller und Mathematik-Professor indischer Abstammung.

## Leben
Manil Suri studierte Mathematik an der University of Bombay. Im Alter von zwanzig Jahren verließ er Indien und ging in die USA. Er setzte sein Studium an der Carnegie-Mellon University fort. Seit 1994 ist er Professor der Mathematik an der University of Maryland, Baltimore County. Seine Forschung konzentriert sich auf die numerische Behandlung partieller Differentialgleichungen, insbesondere im Hinblick auf die praktische Anwendung.

## Literarische Werke
Im Jahr 2001 erschien Suris Erstlingsroman The Death of Vishnu, in deutscher Übersetzung unter dem Titel Vishnus Tod erschienen. Suri begann 1995 an dem Werk zu arbeiten. Es basiert auf der wahren Geschichte eines Mannes, der auf den Stufen des Wohnhauses lebte und starb, in dem Suri aufwuchs.
Übersicht:
- The Death of Vishnu: A Novel (W. W. Norton, 2001), deutsch: Vishnus Tod, btb-verlag 2009, ISBN 978-3-442-74036-9
- The Age of Shiva: A Novel (W. W. Norton, 2008), deutsch: Shiva, Luchterhand-Verlag 2009
- The City of Devi: A Novel (W. W. Norton, 2013)

## Auszeichnungen
- 2001 war Suri Preisträger des Rolf Heyne Buchpreises für seinen Debütroman.
- 2002 wurde Suri zusammen mit zwei weiteren Autoren mit dem Robert-Bingham-Stipendium des amerikanischen PEN-Zentrums ausgezeichnet, um ihn bei der Arbeit an seinem zweiten Buch zu unterstützen.
- 2013 wurde „The City of Devi“ mit dem Bad Sex in Fiction Award ausgezeichnet.[1]